# 이와키국 (나라 시대)

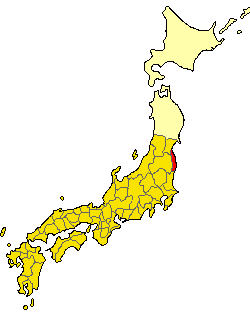
이와키 국(石城国)

이와키 국(일본어: 石城国)은 718년 7월에 무쓰국에서 분리되어 만들어졌다. 현재의 후쿠시마현 하마도리와 미야기현 일부에 해당한다. 722년에서 724년 사이에 걸쳐 다시 무쓰 국으로 합쳐졌다.

## 같이 보기
- 이와키 국 (메이지 시대)(磐城国)